# Dudhi
Dudhi è una suddivisione dell'India, classificata come nagar panchayat, di 11.606 abitanti, situata nel distretto di Sonbhadra, nello stato federato dell'Uttar Pradesh. In base al numero di abitanti la città rientra nella classe IV (da 10.000 a 19.999 persone).

## Geografia fisica
La città è situata a 24° 13' 08 N e 83° 13' 41 E.

## Società

### Evoluzione demografica
Al censimento del 2001 la popolazione di Dudhi assommava a 11.606 persone, delle quali 6.224 maschi e 5.382 femmine. I bambini di età inferiore o uguale ai sei anni assommavano a 1.932, dei quali 1.008 maschi e 924 femmine. Infine, coloro che erano in grado di saper almeno leggere e scrivere erano 7.772, dei quali 4.636 maschi e 3.136 femmine.